# Diploschema howdeni
Diploschema howdeni là một loài bọ cánh cứng trong họ Cerambycidae.